# Niphona arrogans
Niphona arrogans es una especie de escarabajo longicornio del género Niphona, tribu Pteropliini, subfamilia Lamiinae. Fue descrita científicamente por Pascoe en 1862.

## Descripción
Mide 20-24,75 milímetros de longitud.

## Distribución
Se distribuye por Malasia.